# Bundorf
Bundorf er en kommune i Landkreis Haßberge i Regierungsbezirk Unterfranken i den tyske delstat Bayern. Den er en del af Verwaltungsgemeinschaft Hofheim in Unterfranken.

## Geografie
Bundorf ligger i Region Main-Rhön.
I kommunen er der ud over Bundorf, landsbyerne Kimmelsbach, Neuses, Schweinshaupten, Stöckach, Walchenfeld og Rottensteiner Forst.